# Joyce Tanac
Joyce Tanac (Seattle, 27 de setembro de 1950) é uma ex-ginasta, que competiu em provas de ginástica artística pelos Estados Unidos.
Tanac fez parte da equipe estadunidense que disputou os Jogos Pan-americanos de Winnipeg, em 1967. Na ocasião, conquistou a medalha de ouro por equipes, o tricampeonato da nação, ao superar as canadenses pela terceira vez consecutiva. No concurso geral, superada pela compatriota Linda Metheny, foi a medalhista de prata, encerrando então com duas medalhas esta competição. Ao longo da carreira, compôs a seleção que disputou os Jogos Olímpicos da Cidade do México em 1968, nos quais nos quais foi companheira de equipe de Cathy Rigby e teve como melhor colocação, o sexto lugar, posição esta repetida no Mundial de Dortmund.